# Przymiotno karpackie
Przymiotno karpackie (Erigeron macrophyllus Herbich – gatunek roślin należący do rodziny astrowatych. Według nowszych ujęć taksonomicznych Erigeron macrophyllus jest podgatunkiem przymiotna ostrego (Erigeron acris subsp. droebachiensis). W starszych polskich opracowaniach polska nazwa gatunku była związana z Erigeron atticus Vill. (= Erigeron carpaticus Griseb. & Schenk), który jest odrębnym gatunkiem.

## Rozmieszczenie geograficzne
Występuje w Europie. W Polsce jest gatunkiem bardzo rzadkim, znanym z kilku stanowisk położonych w Sudetach i Karpatach. 

## Zagrożenia i ochrona
Gatunek umieszczony na Czerwonej liście roślin i grzybów Polski w kategorii zagrożenia R (rzadki - potencjalnie zagrożony).